# Albert Ilien
Albert Ilien (* 23. Dezember 1944; † 26. September 2011) war ein deutscher Erziehungswissenschaftler und katholischer Theologe sowie Professor für Pädagogik an der Gottfried Wilhelm Leibniz Universität Hannover.

## Leben
1972 war Albert Ilien gemeinsam mit Oskar Negt und dem Pädagogen Thomas Ziehe Mitbegründer der Glockseeschule. 1975 promovierte Ilien an der Albert-Ludwigs-Universität Freiburg in Theologie, zwei Jahre später in Soziologie an der Universität Tübingen. Von 1981 bis zu seiner Emeritierung 2008 war er Professor im Fachbereich Erziehungswissenschaften der Leibniz Universität Hannover.

## Schriften
- Wesen und Funktion der Liebe bei Thomas von Aquin. Herder Freiburg im Breisgau/Basel/Wien 1975, ISBN 3-451-17051-5 (zugleich Dissertation Universität Freiburg, Theologische Fakultät).
- Prestige in dörflicher Lebenswelt: eine explorative Studie. Tübinger Vereinigung für Volkskunde e.V., 1977 (zugleich Dissertation Universität Tübingen, Fachbereich Sozial- und Verhaltenswissenschaften).
- mit Utz Jeggle: Leben auf dem Dorf: zur Sozialgeschichte des Dorfes und zur Sozialpsychologie seiner Bewohner. Westdeutscher Verlag, Opladen 1978, ISBN 3-531-11418-2.
- Liebe und Erziehung: zur Begründung der Erziehungsidee. Druck-Team, Hannover 1986, ISBN 3-925658-00-9.
- Schule als Heimat? Antwort-Versuche der Hannoveraner Glocksee-Schule. Zentrum für Pädagogische Berufspraxis, Oldenburg 1987.
- Schulische Bildung in der Krise: Aufsätze zur Öffnung von Schule, Umweltbildung und Selbstregulierung. Universität Hannover, 1994, ISBN 3-922874-70-1.
- Bildung von gestern in der Schule von heute für die Kultur von morgen – Perspektiven jenseits des Wachstums? Eröffnungsvortrag zur Pädagogischen Woche '96 „Zurückblicken und Vorausdenken“. ZpB, Oldenburg 1997.
- Lehrerprofession: Grundprobleme pädagogischen Handelns. VS, Wiesbaden 2005, ISBN 3-531-14753-6.
- Grundwissen Lehrerberuf: eine kulturkritische Einführung. VS, Wiesbaden 2009, ISBN 978-3-531-15653-8.